# Rów Banda
Rów Banda (dawniej rów Webera) – rów oceaniczny na Pacyfiku. Znajduje się we wschodniej części Morza Banda, na południowy wschód od wyspy Seram. Przebiega łukiem, skierowanym wypukłością ku wschodowi. Długi na ponad 400 km, jego głębokość maksymalna w środkowej części wynosi 7440 m p.p.m.
Znajduje się on na granicy płyty eurazjatyckiej i australijskiej, co powoduje że w tym regionie występują często trzęsienia ziemi o dużej sile (ostatnio w 2005 i 2006 roku, oba między 7,2 a 7,5 stopnia w skali Richtera).